# 格雷格·拉斯威尔
格雷格·拉斯威尔（Greg Laswell）出生于1974年的美国加利福尼亚州长滩市，是一位独立音乐人、录音师兼制作人。目前已发行过三张专辑，分别为：（2003年），（2006年），以及（2008年）。另外还有几张和特别单曲。 拉斯威尔的一些歌曲曾被用作电视电影的配乐。其中专辑中的“ ”为西班牙语，其意思为“荫蔽之处”，而其专辑名字意思为“走在寻找安乐窝的路上”。